# Autonomne portugalske regije
Dvije autonomne portugalske regije (portugalski: Regiões Autónomas de Portugal) su Azori (Região Autónoma dos Açores) i Madeira (Região Autónoma da Madeira). Oni zajedno s Kontinentalnim Portugalom (Portugal Continental) čine Portugalsku Republiku.
Po portugalskom ustavu i drugim zakonima, svaka autonomna regija ima vlastiti statut, te vlastitu vladu. Regionalna vlada (Governo Regional) je izvršna vlast, dok je parlament (Assembleia Legislativa) zakonodavna. Članovi parlamenta izabiru se općim glasovanjem.
Izvorno je Portugalsku Republiku u svakoj autonomnoj regiji predstavljao ministar republike (Ministro da República) kojeg je predlagala portugalska vlada, a izabirao portugalski predsjednik. Nakon dopune portugalskog ustava 2006. godine, ministra republike zamijenio je predstavnik republike (Representante da República) koji ima manje ovlasti od dotadašnjeg ministra.